# ボーイスカウト日本連盟の進歩制度
ボーイスカウト日本連盟の進歩制度（ボーイスカウトにっぽんれんめいのしんぽせいど）とはボーイスカウト日本連盟の教育における制度のひとつである。班制度と共にボーイスカウトの独特の二大制度とされる。
便宜上、進歩制度とともに進級記章および有功記章についても説明する。

## ビーバースカウト

### 進級記章
横長の楕円形で、ベストの左ポケットに着用。下から「ビーバー章」（水色の縁取り）・「ビッグビーバー章」（赤色の縁取り）の2種ビーバー章・ビッグビーバー章は、年齢による区分であり、一定の基準に達することで取得するものではないので、厳密には進級記章ではない。これとは別に、進歩・進級記章ではないが、ビーバースカウト隊仮入隊期間に着用する「ビーバーバッジ」がある。（仮入隊課目を履修し、正式に入隊した時には、年齢に応じてビーバー章・ビッグビーバー章を着用する。）

### 進歩記章
木の葉章・小枝章は、ビーバースカウトが取得する進歩課目である。生活・健康・自然・社会・表現の5つの分野に分かれており、毎回の集会でこのうちの1つまたは複数の分野の章がもらえる。
取得した木の葉章はビーバーノートに貼り付け、木の葉章10枚で小枝章1個を取得する。取得した小枝章は制服（上着）の左ポケットに着用する。

## カブスカウト

### 進級記章
赤色のひし形で、制服の左胸ポケットに着用する。それぞれ動物の顔がデザインされており、下から「うさぎ・しか・くま」の3種。うさぎ・しか・くまの「ステップ章」は、年齢による区分であり、現在、どの課程に挑戦しているかを示している。なお、各課程を修了したことを示す「完修章」（クリア章）が進歩・進級記章として別に設定されている。これとは別に、進歩・進級記章ではないが、カブスカウト隊上進準備期間または仮入隊期間に着用する「りすバッジ」がある。りすバッジは「りすの道」課程の履修期間中に着用し、修了すると、年齢に応じて、うさぎ、しか、くまの各ステップ章を着用し完修章（クリア章）取得を目指す。

### 進歩記章
チャレンジ章は、カブスカウトが取得する選択課目である。種類は5分野39種類がある。取得したチャレンジ章は、6課目までは制服右袖に着用する。ただし、5課目以上の場合は「たすき」に着用できる。修得課目（うさぎ・しか・くまのステップ章）を完修（クリア章の取得）していないカブスカウトでも、選択課目（チャレンジ章）の取得は可能だが、選択課目の履修が先行して、修得課目が疎かになることは好ましくない。（修得課目の完修は大原則である。）

## ボーイスカウト・ベンチャースカウト

### 進級記章
ボーイスカウトでは、縦長の楕円形で、左胸ポケットに着用。下から初級章（緑色）・2級章（青色）・1級章（赤色）・菊章（紺地に白の菊花）の4種がある。これとは別に、進歩・進級記章ではないが、ボーイスカウト隊上進（入隊）後、初級章取得までの期間に着用するスカウトバッジ（通称：見習い）（黄色）がある。
ベンチャースカウトでは、縦長の長方形で、左胸ポケットに着用。下からベンチャー章（紺色）・隼スカウト章（緑色）・富士スカウト章（えんじ色）がある。これとは別に、進歩・進級記章ではないが、ベンチャースカウト隊上進（入隊）後、ベンチャー章取得までの期間に着用するアドベンチャーバッジ（緑色）がある。
かつては、ベンチャースカウト隊上進（入隊）後、ベンチャー章取得までの期間に着用するベンチャーバッジや、ボーイスカウト隊で一級章や菊章を取得していた者がベンチャー隊でまず取り組むベンチャー章があったが、制度改定によって2019年春までにどちらも廃止され、ボーイスカウト隊で取得した記章がベンチャースカウト隊でもそのまま受け継がれることになった。旧シニアースカウト部門で富士章を取得した者は「富士スカウト略章」を着用できる。

### 進歩記章
ターゲットバッジは、かつて初級以上のボーイスカウトが取得できた選択課目である。種類は次の7分野53種類。各バッジには6つの細目が課されており、うち3つを履修した時点で該当するターゲットバッジを取得できる。また、残りの3つの細目も履修するとマスターバッジを取得できる。ターゲットバッジ、マスターバッジ制度は技能章に移行された。
技能章は、2級以上のボーイスカウトおよびベンチャースカウトが取得できる選択課目である。技能章の種類は全83種類である。進級課程改定に伴い、さらに6種の技能章（報道・薬事・防災・情報処理・情報通信・ネットユーザ）が新設された。取得した技能章は、9課目までは制服右袖に着用する。ただし、7課目以上の場合はたすきに着用できる。
プロジェクトバッジは、ベンチャースカウト部門において、活動プロジェクトを実施後、内容に応じて指導者から授与される。横長の長方形で左胸ポケットの上に着用する。

## ローバースカウト
進級制度がないので記章は存在しない。

## 宗教章
ボーイスカウト日本連盟では、全ての加盟員が、それぞれ明確な信仰を持つことを奨励しており、明確な信仰を持つように導く一つの方法として、信仰奨励章（しんこうしょうれいしょう）と宗教章（しゅうきょうしょう）を設けている。
信仰奨励章および宗教章の取得に関しては、一定の取得要件を満たさねばならず、また、宗教章は富士スカウト章取得のための課題の一つにもなっているので、手続き上は、進歩・進級記章類に似ているが、どちらかというと表彰に近い性格を持つ有功記章類に近い。

### 信仰奨励章
信仰奨励章は、初級以上のボーイスカウトおよびベンチャースカウトを対象に、宗教章の前段階として、特定の教宗派について取り扱うものではなく、スカウツオウン・サービス（Scouts' own serviceの略、大意は「スカウト自身による礼拝」）を通じて日常のスカウト活動の中から信仰心への導きを促す目的で制定された章である。
菊章の必須になっている。
なお、宗教章の前段階という位置付けだが、進歩記章ではないので、信仰奨励章を取得しなければ宗教章に挑戦できないというものではない。

### 宗教章
宗教章は、1級以上のボーイスカウト、ベンチャースカウトおよびローバースカウトを対象に、明確な信仰への導きとして、各教宗派が定めた授与基準を満たしたスカウトに授与される（なお、成人指導者は「既に明確な信仰を持っている」と考えられており、本章の授与対象にはならない）。
現在、神道・仏教・キリスト教・金光教・世界救世教の5種類が定められており、左胸ポケットの上に着用する。